# Fine Art Society

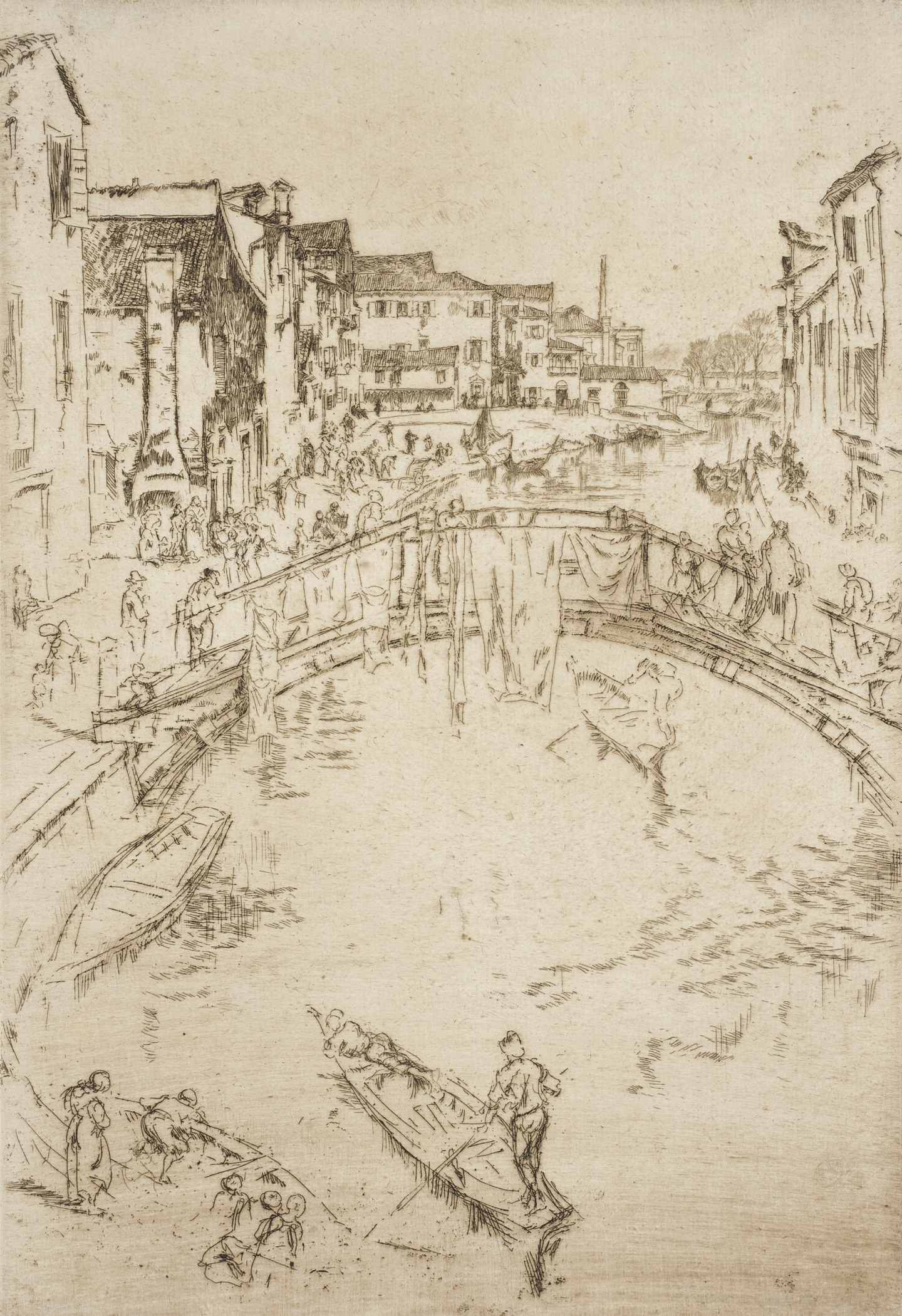
James McNeill Whistler: The Bridge – Second Venice Set (1879/1880)

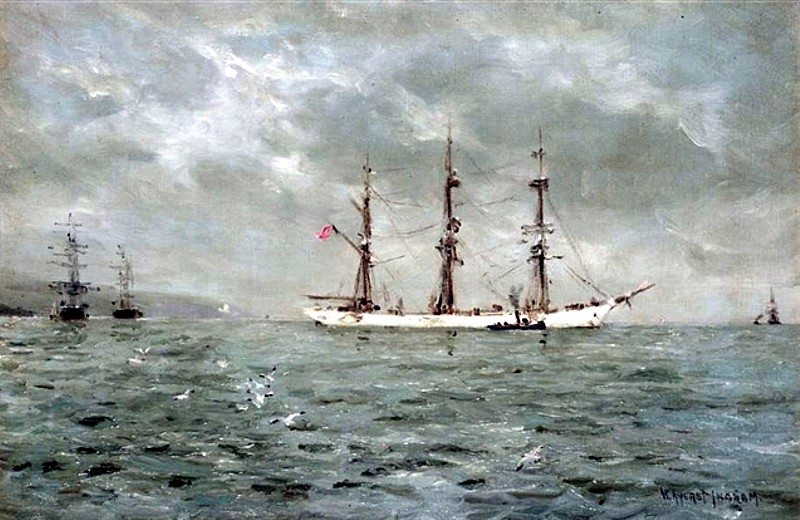
William Ayerst Ingram: At Anchor

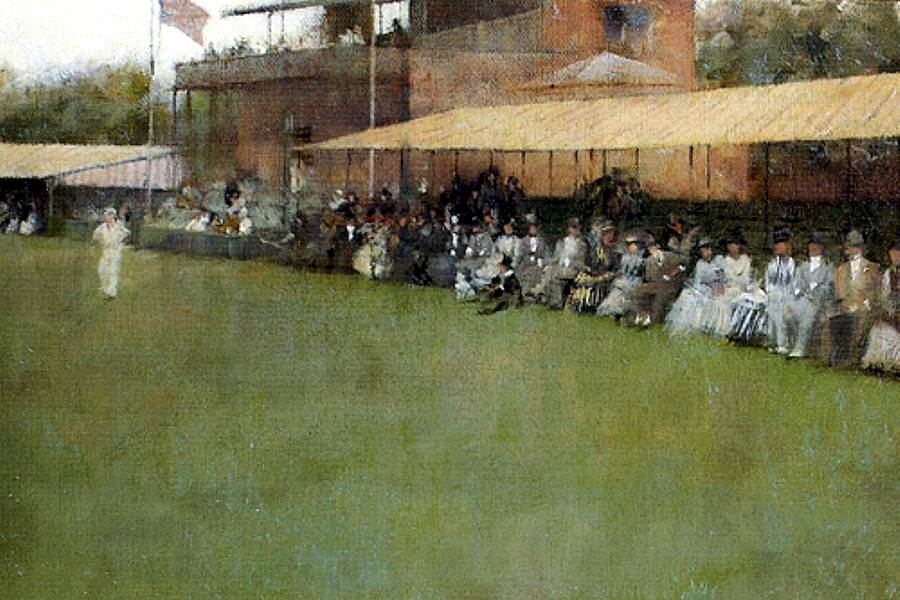
Albert Chevallier Tayler: Eton vs Harrow at Lords (1886)

Die Fine Art Society ist eine der weltweit ältesten Kunstgalerien mit Räumlichkeiten in London und Edinburgh. Das Unternehmen hat sich auf die britische Kunst und Design aus dem 17. bis 21. Jahrhundert spezialisiert und hat seit der Gründung seinen Sitz in der New Bond Street 148 in London. 
Die Gesellschaft wurde 1876 gegründet und war im 19. Jahrhundert Vorreiter in der Idee einer Ein-Mann-Ausstellung. Die aufsehenerregendste dieser Art war 1883 die Ausstellung von James McNeill Whistlers venezianischen Radierungen mit dem Titel An Arrangement in White and Yellow. Die Zuwendung, die Whistler durch diese Ausstellung nach der Auseinandersetzung mit Kunstkritiker John Ruskin erhielt, glich die Fine Art Society aus, indem sie Ruskin bei der Ausstellung seiner Sammlung von Turner-Aquarellen finanziell unterstützte. 1888 stellten Thomas Cooper Gotch, William Ayerst Ingram und Alfred East gemeinsam ihre Werke aus.
Die Galerie in der New Bond Street wurde 2004 bis 2005 komplett renoviert und um die New Gallery ergänzt, in der Arbeiten von zeitgenössischen Künstlern ausgestellt werden. Die Bourne Fine Art in Edinburgh wurde im Jahr 1978 eingerichtet und ist die führende Galerie in schottischer Kunst von 1650 bis zur Gegenwart. Beide Galerien kombinieren ihre Dauerausstellungen mit wechselnden Ausstellungen und Messen in Dubai, New York City, Hongkong, Maastricht und London. 
Die Fine Art Society leistete durch entsprechende Ausstellungen einen wesentlichen Beitrag zur Wiederbelebung des Interesses an den Anfängen des New English Art Clubs, der Glasgow School, der Birmingham Group, der Scottish Colourists, des Ästhetizismus, des Arts and Crafts Movements, des Designs der Zwischenkriegszeit und der Nachkriegszeit. Heute verkauft die Fine Art Society Werke aus früheren Ausstellungen als Secondhand Art und fördert neue Richtungen in der zeitgenössischen Kunst.

## Einzelausstellungen (Auswahl)
- Laura Theresa Alma-Tadema
- Léon Bakst
- Samuel John Birch
- Frank Brangwyn
- Helen Lavinia Cochrane
- Walter Crane
- Christopher Dresser
- Alfred East
- Alfred Gilbert
- Herbert Gurschner
- Hubert von Herkomer
- William Holman Hunt
- William Ayerst Ingram
- Frederic Leighton
- Charles Rennie Mackintosh
- Alexander Mann
- Violet Manners
- Ivan Meštrović
- John Everett Millais
- John Singer Sargent
- Walter Sickert
- Albert Chevallier Tayler
- Joseph Mallord William Turner
- James McNeill Whistler